# Oberea vittata
Oberea vittata là một loài bọ cánh cứng trong họ Cerambycidae.